# Protohystricia gourlayi
Protohystricia gourlayi är en tvåvingeart som först beskrevs av Tonnoir 1935.  Protohystricia gourlayi ingår i släktet Protohystricia och familjen parasitflugor. Inga underarter finns listade i Catalogue of Life.